# Werner Schrüfer
Werner Schrüfer (* 31. März 1957 in Amberg) ist ein deutscher Theologe.

## Leben
Er studierte Philosophie und Theologie in Regensburg. Nach der Priesterweihe 1982 war er von 1982 bis 1993 Kaplan und Studentenpfarrer. Das Weiterstudium Pastoraltheologie mit Schwerpunkt Homiletik schloss er mit der Promotion bei Konrad Baumgartner 1994 ab. Von 1993 bis 2003 war er Domprediger im Regensburger Dom und zugleich Diözesanbeauftragter für Rundfunk und Fernsehen. In den Jahren 1996 bis 2005 arbeitete er als Lehrbeauftragter für Homiletik an der Universität Regensburg. Seit 1997 ist er Diözesanbeauftragter für die homiletische Aus- und Fortbildung im Bistum Regensburg. Von 2003 bis 2015 leitete er das Projekt „Innenstadtseelsorge“. 2003 wurde er Domvikar, 2008 bekam er den Titel eines Päpstlichen Ehrenkaplans und damit die Anrede Monsignore. Seit 2008 ist er Künstlerseelsorger und seit 2014 Leiter der Abteilung Kunst-Kirchenmusik-Liturgie in der Hauptabteilung Seelsorge. 2016 wurde er Pfarrvikar in der Pfarreiengemeinschaft Steinweg-Stadtamhof-Winzer; in Stadtamhof war er auch vorher als Pfarradministrator tätig.

## Bibliografie (Auswahl)

### Artikel
- Werner Schrüfer: „Es ist der gute Hemauer!“: Spuren eines außergewöhnlichen Priesterlebens im Regensburg des 19. Jahrhunderts. In: Beiträge zur Geschichte des Bistums Regensburg. Band 44. Verlag des Vereins für Regensburger Bistumsgeschichte, 2010, ISSN 0522-6619, S. 199–225.

### Sachbücher
- Joseph Amberger (1816–1889). Ein Beitrag zur Geschichte der Pastoraltheologie (= Studien zur Theologie und Praxis der Seelsorge. Band 17). Seelsorge Echter, Würzburg 1995, ISBN 3-429-01647-9 (zugleich Dissertation, Regensburg 1994).
- Das Evangelium der Kathedrale. Zur religiösen Botschaft des Domes St. Peter zu Regensburg. Schnell und Steiner, Regensburg 2001, ISBN 3-7954-1400-8.

#### (Mit-)Autor
- Dompfarrkirche Niedermünster, Regensburg. Zus. mit Peter Morsbach. Schnell und Steiner, Regensburg 2003, ISBN 3-7954-1529-2.
- Kirchenweg der Moderne. 12 neue Sakralbauten in Regensburg. 1924 bis 2004 (= Kunstsammlungen des Bistums Regensburg. Kataloge und Schriften. Sonderheft 5). Zus. mit Friedrich Fuchs. Diözesanmuseum, Regensburg 2014, ISBN 978-3-9812588-7-5.

#### (Mit-)Herausgeberschaften
- Predigten aus dem Alltag. Menschen wie du und ich und der Glaube. Zus. mit Karl Birkenseer. Mittelbayerische Druck- und Verl.-Ges., Regensburg 1998, ISBN 3-931904-35-0.
- Frauen in ihrem Jahrhundert. Predigten aus dem Alltag. Zus. mit Karl Birkenseer. Mittelbayerische Druck- und Verl.-Ges., Regensburg 1999, ISBN 3-931904-68-7.
- 49 Spruchpredigten. Pustet, Regensburg 1999, ISBN 3-7917-1662-X.